# Alfred Biolek
Alfred Franz Maria Biolek (Freistadt, 10 juli 1934 — Keulen, 23 juli 2021) was een Duits amusementsacteur, talkmaster, jurist en tv-producent.

## Jeugd en opleiding
Alfred Biolek werd in 1934 geboren in Freistadt in het toenmalige Tsjecho-Slowakije als zoon van de gepromoveerde advocaat Joseph Biolek en Hedwig Biolek-Lerch, een kloosterleerlinge en gelegenheidsactrice. Hij groeide op met zijn beide broers in een welgesteld gezin en was misdienaar. Zijn vader was lid van de Sudeten-Duitse Partij (SdP) en locoburgemeester van Freistadt. Tijdens de Tweede Wereldoorlog werd de familie door het Russische leger verdreven en vader Joseph en zijn oudere broer werden gevangen genomen. De broer kwam later weer vrij, maar de vader werd, waarschijnlijk wegens zijn burgemeesterschap en lidmaatschap bij de SdP, aangeklaagd en later vrijgesproken. In 1946 verhuisde de familie naar Waiblingen bij Stuttgart, waar zijn vader weer als advocaat aan de slag ging.
Biolek bezocht tot aan zijn eindexamen in 1954 in Waiblingen het Staufer-Gymnasium, doorliep het schooljaar 1951/1952 als een van de eerste Duitse uitwisselingsscholieren met AFS in de Verenigde Staten en studeerde daarna rechten in Freiburg im Breisgau, München en Wenen. In het vijfde semester richtte hij met enkele medestudenten het cabaret Das Trojanische Pferd op. Tijdens een buitenlands semester in Wenen trad hij toe tot de katholieke studentenvereniging KÖHV Nordgau, in het Österreichische Cartellverband. Na zijn terugkeer naar Freiburg in 1957 was Biolek tijdelijk lid van de KDStV Hercynia Freiburg en later van KDStV Vandalia Praag te München. In 1966 stapte hij daar weer uit. Ook was hij tijdelijk lid van de CDU.
In 1958 voltooide Biolek het eerste juridische staatsexamen met een predicaat in Baden-Württemberg. Daarna werkte hij als wetenschappelijk assistent bij Ernst von Caemmerer aan de Albert Ludwigs-universiteit in Freiburg en promoveerde in 1962 met een proefschrift over Die Schadensersatzpflicht des Verkäufers und des Herstellers mangelhafter Waren nach Englischem Recht tot doctor in de rechten. In 1963 legde hij het tweede juridische staatsexamen af. In zijn eerste beroepsjaar vertegenwoordigde hij als hoofdambtenaar bij de handelsrechtbank, die fungeert als griffier, de kanselarij van zijn vader, die aan kanker leed.

## Carrière
In februari 1963 werd Biolek bij het ZDF vervolgens aangesteld als jurist, maar wisselde al spoedig naar redactionele activiteiten, die hem meer prikkelden. Hij werkte o.a. als presentator van programma's, zoals Tips für Autofahrer, Urlaub nach Maß, Nightclub en Die Drehscheibe. In 1970 wisselde hij naar Bavaria Film, verhuisde van Waiblingen naar München en veranderde zijn tot dan conservatieve levensstijl en zienswijze radicaal. Hij nam deel aan het leven van de Münchner Bohemien. De vriendenkring rond Rainer Werner Fassbinder behoorde tot zijn bekenden. Vanaf 1974 produceerde hij het programma Am laufenden Band met Rudi Carrell, hetgeen zijn beroepsmatige doorbraak betekende.

### Als presentator
In januari 1976 startte Biolek met de journalist Dieter Thoma voor de WDR in Keulen de talkshow Kölner Treff, die was gebaseerd op hetzelfde format, dat hij sinds 1973 onder de titel Wer kommt, kommt had gepresenteerd in het Keulse cabarettheater Senftöpfgen. In februari 1978 startte het door hem geproduceerde en gepresenteerde programma Bio's Bahnhof, waarin hij ook zijn aanleg als talentontdekker bewees. Anke Engelke werd door Biolek ontdekt. Ook reeds in het buitenland gevestigde namen vierden dankzij Biolek commerciële successen in Duitsland, waaronder Monty Python, Helen Schneider, Kate Bush, The Police en Herman van Veen. In de jaren 1980 volgden de talkshow Bei Bio, het programma Show Bühne (1984) en de spelshow Mensch Meier (1985). Van 1991 tot 2003 was Biolek te zien met zijn wekelijkse talkshow Boulevard Bio. Met prominente gasten kookte hij bovendien sinds december 1994 in zijn serie alfredissimo, waarin gasten hun lievelingsgerechten voorstelden. In de herfst van 2006 werd het laatste seizoen van alfredissimo! geproduceerd.

### Als zakenman
Met zijn in 1979 opgerichte bedrijf Pro GmbH was Biolek met 25% betrokken bij het Keulse restaurant Alter Wartesaal met de daarbij behorende discotheek. Als zakenman was hij via Pro GmbH ook bevoegd voor het artiestenmanagement van Ralph Morgenstern en voorheen Dirk Bach en heeft programma's zoals Mitternachtsspitzen, Nightwash, Kaffeeklatsch, Blond am Freitag, Menschen wie Maischberger en de sitcom Lucas ontwikkeld en geproduceerd. In mei 2010 werd de insolventieprocedure over het vermogen van de productiefirma heropend, nadat de bedrijfsleiding in maart een aanvraag had ingediend voor de heropening van deze procedure. De bedrijfswerkzaamheden werden door twee opvolgende firma's voortgezet.

## Andere activiteiten
Naast zijn tv-producties presenteerde Biolek ook talrijke talkshows. Hij was naast zijn mediale bezigheid sinds oktober ook professor aan de Kunsthochschule für Medien in Keulen. Als eerste Duitser werd hij in november 2000 benoemd tot speciale VN-ambassadeur voor de wereldbevolking in New York. In het bijzonder de aids-situatie in Afrika lag hem na aan het hart. Bovendien steunde hij het interculturele werk van de American Field Service. In oktober 2005 stichtte Biolek de Alfred Biolek Stichting – Hilfe für Afrika, die zich inzette om jonge mensen in Afrika een goede start in het leven mogelijk te maken. Na zijn terugtrekking uit het actieve stichtingsbedrijf, veranderde hij de stichting in juli 2015 in een stichtingsfonds bij de Deutschen Stiftung Weltbevölkerung (DSW).
Biolek hield zich ook bezig op het gebied van het cabaret. Hij was een van de beschermheren van het varieté Bar jeder Vernunft in Berlin-Wilmersdorf. Sinds oktober 2006 was hij met het toneelprogramma Mein Theater mit dem Fernsehen, waarin hij fragmenten uit zijn carrière toonde en uitlegde, landelijk op tournee. In elke stad werd hij bovendien bijgestaan door een prominente gast, zoals Harald Schmidt, waarmee hij een spontaan gesprek voerde naar het voorbeeld van Boulevard Bio.
Sinds januari 2009 kroop hij in de rol van een historicus in de musical Monty Pythons Spamalot in het Keulse Musical Dome. In juli 2009 vond naar aanleiding van de 75e verjaardag van Alfred Biolek het gala Danke, Bio plaats in het Keulse E-Werk, dat werd uitgezonden door de ARD. In 2012 presenteerde hij de maandelijkse conversatieronde Biogramm in het Contra Kreis-theater in Bonn, waar hij reeds 35 jaar eerder te gast was.

## Privéleven en overlijden
Medio jaren 1960 werd hij voor de eerste keer verliefd op een man en sindsdien begreep hij dat hij homo was, waarvoor hij ook openlijk uitkwam. In 1969 nam hij ontslag bij het ZDF en verhuisde in 1970 naar München.
In 2010 viel Biolek van een wenteltrap en lag met zware verwondingen een tijdlang in coma.
Alfred Biolek overleed in juli 2021 op 87-jarige leeftijd.

## Onderscheidingen
- 1983 – Adolf Grimme-prijs met goud voor Bio's Bahnhof
- 1993 – Duitse kritiekprijs
- 1994 – Goldene Kamera in de categorie Beste tv-amusement voor Boulevard Bio
- 1994 – Bambi
- 1994 – Nationale Orde van Verdienste van het Nordrhein-Westfalen
- 1995 – Goldenes Schlitzohr
- 2000 – Bobby
- 2002 – Duitse boekenprijs
- 2002 – Duitse wijncultuurprijs
- 2003 – Karl-Valentin-Orde
- 2003 – Großes Bundesverdienstkreuz
- 2004 – Gouden VDP erenaald "voor zijn verdiensten rond de Duitse topwijn"
- 2008 – Goldene Kamera voor zijn levenswerk
- 2009 – Duitse tv-prijs – ereprijs voor zijn levenswerk
- 2009 – Warsteiner prijs – de Duitse gastronomieprijs – Lifetime-Award
- 2010 – Steiger Award
- 2010 – Cultuurprijs van de Otmar-Alt-Stiftung
- 2013 – Kaiser-Augustus-Orde Alfred Biolek – Oprichter van de Alfred Biolek Stichting

## Tv-carrière
- 1971–1972 – Spreker, acteur, producent van de Duitse speciale uitgave van Monty Python's Flying Circus
- 1974–1976 – Filmproducent van de Rudi Carrell-show Am laufenden Band
- 1978–1982 – Bio’s Bahnhof, de eerste eigen amusementsshow
- 1983–1984 – Bei Bio
- 1985–1991 – Mensch Meier
- 1991–2003 – Talkshow Boulevard Bio
- 1994–2006 – alfredissimo!, kookprogramma met prominenten